# Livius van Haersma
Livius van Haersma (Oudega, 20 mei 1702 - aldaar, 30 januari 1778) was een Nederlands bestuurder. 

## Biografie
Van Haersma was een zoon van Aulus van Haersma (1670-1717), grietman van Smallingerland, en van Anna van Scheltinga (1665-1726), dochter van Livius van Scheltinga. Livius was lid van de familie Van Haersma. Hij werd op 24 mei 1702 gedoopt in Oudega. Livius volgde zijn broer Arent van Haersma in 1723 op als grietman van Smallingerland. Als grietman werd hij opgevolgd door zijn stiefzoon, Hector Livius van Haersma.
Van Haersma bekleedde ook meerdere andere ambten. Zo was hij lid van Gedeputeerde Staten en was hij verbonden aan de Admiraliteit van Friesland, de Admiraliteit van Rotterdam en de Admiraliteit van het Noorderkwartier.

## Huwelijk
Livius trouwde in 1727 met Aurelia van Haersma (1705-1753), dochter van Hector Livius van Haersma, raadsheer aan het Hof van Friesland, en Titia van Bosman. Na haar overlijden hertrouwde Livius met Johanna Maria van Wyckel (1717-1792), dochter van Johannes Saeckma van Wyckel, secretaris van Gedeputeerde Staten en burgemeester van Leeuwarden, en van Anna Maria van Sminia. Deze Johanna Maria was een weduwe van Eelco van Haersma, de broer van Aurelia van Haersma.